# Tres hijos para mí solo
Tres hijos para mí solo fue una serie española de televisión, emitida por Antena 3 en 1995.

## Argumento
David es un padre de tres hijos, Juan, Jorge y Ana, que acaba de enviudar. las abuelas de los niños se enfrentarán por el cariño de los nietos. Por su parte, David comienza a interesarse por una atractiva compañera de trabajo

## Reparto
- Enrique Simón ...David
- Eugenia Santana
- Mónica Pont
- David Carrillo
- Sheila González
- Yohana Cobo
- Fernando Cuesta
- Aníbal de la Vega
- Rafael Rojas

## Polémica
Las evidentes similitudes con el argumento de la serie Médico de familia, estrenada justo el mismo día por otra cadena de televisión, Telecinco, desembocó en acusaciones cruzadas de plagio. José Frade, productor de Tres hijos para mi solo, presentó una querella por plagio contra Emilio Aragón y Globomedia - de Médico de familia -, afirmando que la familia Aragón conocía el proyecto desde 1993.
En sentencia dictada en noviembre de 1997 por el Juzgado de lo Penal número 26 de Madrid confirmada por la Audiencia Provincial de Madrid en abril de 1998, Aragón resultó absuelto.

## Audiencias
Los escasos resultados de audiencia (2.260.000 espectadores y un 13% de cuota de pantalla), precipitaron la cancelación de la serie cuando sólo se habían emitido 3 de los 13 episodios. La serie sería repuesta en su totalidad en el primer trimestre de 1996.

## Presupuesto
El coste de la serie fue de 15 millones de pesetas por episodio.